# Düsseldorfer SC 99
Der Düsseldorfer Sport-Club 1899 e. V. (kurz DSC 99) ist ein Mehrspartenverein aus Düsseldorf. Er ist räumlich in zwei Abteilungen getrennt: Die Hockey-, Tennis- und Lacrosse-Abteilungen an der Diepenstraße in Gerresheim sowie die Spielstätten für Fußball, Leichtathletik, Handball, Volleyball und Squash an der Windscheidstraße in Düsseltal.

## Fußball

### Geschichte

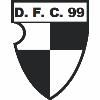
DFC 99

Am 20. September 1899 wurde der Düsseldorfer Fußball Club gegründet. Das erste Spiel wurde gegen den Mönchengladbach-Rheydter Fußballclub ausgetragen und 1:5 verloren. Der erste Sieg in der Vereinsgeschichte wurde mit einem 1:0 im Rückspiel erreicht. Das erste internationale Spiel fand 1902 gegen Olympia Rotterdam statt und wurde mit 0:3 verloren. In der Saison 1906/07 schafften die Düsseldorfer den größten Erfolg ihrer Vereinsgeschichte. Nachdem sie zuvor Viktoria Ratingen, einem Fußballverein englischer Arbeiter, die besten Spieler abgeworben hatten, gewannen sie die westdeutsche Meisterschaft und waren damit für die Endrunde um die „Deutsche“ qualifiziert. Hier unterlagen sie aber gleich in der Vorrunde dem SC Victoria Hamburg mit 1:8. Die hohe Niederlage kam dadurch zustande, dass der DFB dem Düsseldorfer FC den Einsatz seiner englischen Spieler während der Endrunde untersagt hatte, so dass die Düsseldorfer gezwungen waren, mit einer halben Ersatzmannschaft anzutreten.
1912 wurde der Düsseldorfer Fußballclub in Düsseldorfer Sport-Club 1899 umbenannt. Hierdurch sollten die anderen inzwischen vom Verein angebotenen Sportarten im Namen berücksichtigt werden. In der Spielzeit 1944/45 bildete der DSC mit Fortuna Düsseldorf zusammen eine Kriegsspielgemeinschaft, die KSG Düsseldorf. Der deutsche Nationalspieler Konrad Heidkamp spielte in den 1920er Jahren beim DSC 99 und gewann 1932 als Spielführer des FC Bayern München die deutsche Fußballmeisterschaft. Auch der ehemalige Stürmer Michael Preetz, der 7 A-Länderspiele für Deutschland bestritt, stammt aus der Jugend des DSC, welcher er bis 1982 angehörte. Die Olympiateilnehmer Matthias Mauritz und Albert Görtz sowie Bundesligaspieler Jürgen Schult wurden ebenfalls beim Düsseldorfer SC groß. Ein weiterer berühmter Spieler war der frühere Fußballnationalspieler Gottfried Fuchs, den Sepp Herberger den „Beckenbauer“ seiner Jugend nannte.

### Spielstätten
Die sportliche Heimstätte der Fußballer des DSC 99 war zunächst ein Platz an der Färberstraße in Bilk, später die Golzheimer Insel und danach Oberkassel, wo auf den Rheinwiesen vor dem Ausflugslokal Rheinlust gespielt wurde. Am 22. September 1907 wurde die vereinseigene Sportanlage an der Windscheidstraße in Düsseltal eingeweiht, wo der Verein bis heute seine Heimspiele austrägt. 1921 wurde hier vor 30.000 Besucher das Endspiel um die deutsche Fußballmeisterschaft zwischen dem 1. FC Nürnberg und Vorwärts 90 Berlin ausgerichtet, das die Nürnberger mit 5:0 gewannen. 1924 wurde auf der Anlage ein Leichtathletikländerkampf zwischen Deutschland und der Schweiz ausgetragen. Heute bilden die Sportanlagen an der Windscheidstraße die städtische Bezirkssportanlage Düsseltal.

### Persönlichkeiten
- Gottfried Fuchs, Nationalspieler
- Albert Görtz, Nationaltorwart
- Konrad Heidkamp, Nationalspieler
- Walter Risse, Norddeutscher Meister 1925, 1928, 1929, 1931, 1932, 1933 und Bundespokalsieger 1920
- Jürgen Schult, später auch Fortuna Düsseldorf
- Josef Schwagmeyer, Westdeutscher Meister 1907 und Kronprinzenpokal-Sieger 1913

## Weitere Sportarten

### Hockey, Tennis, Lacrosse
Für die drei Sportarten, die in Düsseldorf-Gerresheim angesiedelt sind, gibt es einen eigenen Vorstand und auch die Verwaltung ist unabhängig. Die Anlage verfügt über zwei Hockeyhallen, zwei Kunstrasenplätze, einen Naturrasenplatz, 12 Tennisplätze und eine Tennishalle.
1912 wurde die Hockey-Abteilung des Düsseldorfer Sport-Club 1899 gegründet. Die erste Hockey-Herrenmannschaft verpasste 2007 knapp den Aufstieg in die 2. Bundesliga auf dem Feld. In der Halle spielte sie die Saison 2007/08 in der 1. Bundesliga. Die erste Damen-Hockeymannschaft spielt in der Hallensaison 07/08 in der Regionalliga und in der Feldsaison 07/08 in der Oberliga. Die Weibliche Jugend (WU14) des Vereins wurde 2022 Dritte bei der Deutschen Feldhockeymeisterschaft.
Die Tennisabteilung existiert seit 1910. Sie stellte mehrmals den Düsseldorfer Stadtmeister und mit Rolf Gehring auch einen Davis-Cup-Spieler.
Seit 2005 kann man im DSC 99 auch Lacrosse spielen. Schon jetzt hat der Verein eine Herren-, eine Damen- und zwei Jugendmannschaften (für Jungen und Mädchen). Die Herren wurden in der Saison 2011 Deutscher Meister.

### Leichtathletik
1919 gewann Emil Bedarff im Hindernislauf den ersten Meistertitel für den DSC, 1920 siegte er im 5000-Meter-Lauf, wechselte aber dann nach Frankfurt. 1929 war Albert Kilp im 5000-Meter-Lauf der nächste Deutsche Meister des Vereins. Bei den deutschen Hallenmeisterschaften 1955 schließlich gewann Albert Radusch im 400-Meter-Lauf. Auch die spätere Deutsche Meisterin Maria Jeibmann startete ihre Karriere beim DSC. International erfolgreichster Leichtathlet des Vereins war der Weitspringer Günther Jobst, der bei den Europameisterschaften 1954 mit 7,38 m den vierten Platz belegte. Bei den deutschen Meisterschaften 1954 hatte Jobst nur den zweiten Platz hinter dem Kölner Heinz Oberbeck erreicht, der bei den Europameisterschaften die Bronzemedaille im Zehnkampf gewann.